# Capilla de la Misericordia (Bollullos Par del Condado)
La capilla de la Misericordia de Bollullos Par del Condado (provincia de Huelva, España) fue construida sobre el antiguo hospital de la Misericordia (siglo XVI), que dio paso a la creación de una hermandad en torno a la devoción del Santísimo Cristo Atado a la Columna y María Santísima de la Piedad, cofradía muy popular por las figuras de los sayones, que recibían todo tipo de insultos.
Las imágenes titulares (el Santísimo Cristo Atado a la Columna y Nuestra Señora de la Misericordia, adquirida en 1953), después de estar varios años acogidas en la Capilla de Jesús, pasaron el 1 de abril de 1990, a la nueva Capilla de la Misericordia, situada en la calle Velarde (calle Lino). Se trata de un amplio espacio rectangular, cubierto por cielo de raso, precedido de un atrio.
En los parámetros se expone un interesante Vía Crucis de cerámica sevillana. También se venera en esta capilla una imagen de San Isidro Labrador, otra de Santo Domingo de Guzmán, proveniente del Convento del Corpus Christi de Córdoba, de hacia 1800. y otra antiquísima imagen de la Virgen del Carmen, de los talleres valencianos. Está decorada con lienzos de Nuestra Señora de las Mercedes y de la Virgen entregando el Rosario a Santo Domingo.
- Datos: Q5748386